# دوري الدرجة الأولى الأرجنتيني 1997–98
دوري الدرجة الأولى الأرجنتيني 1997–98 (بالإسبانية: Campeonato de Primera División 1997-98)‏ هو الموسم 68 من دوري الدرجة الأولى الأرجنتيني. أشرف على تنظيمه اتحاد الأرجنتين لكرة القدم، وكان عدد الأندية المشاركة فيه 20، وفاز فيه نادي أتلتيكو ريفر بليت.